# Ahmed Laouedj
Ahmed Laouedj, né le 21 août 1968, est un homme politique français, membre du Parti radical de gauche (PRG).
En 2023, il est élu sénateur de la Seine-Saint-Denis.

## Biographie
Conseiller municipal à Aulnay-sous-Bois pendant 18 ans, Ahmed Laouedj est élu sénateur le 24 septembre 2023après avoir échoué à se faire élire en 2017. En six ans, il parvient ainsi à tripler son score :  76 voix, soit 3,48 % en 2017 contre  253 voix, soit 10,81 % en 2023.
Il est également président de la section départementale du Parti radical de gauche en Seine-Saint-Denis.